# Tour Gaillarde
La tour Gaillarde ou tour de Plancherine est une ancienne maison forte du XIVe siècle, qui se dresse sur la commune de Plancherine, une commune française, dans le département de la Savoie en région Auvergne-Rhône-Alpes.

## Situation
Elle est située à 630 m d'altitude, au pied du col de Tamié, au nord du bourg.

## Histoire
La tour aurait été édifiée par la famille de Beaufort, et n'est sans doute qu'un élément d'un ensemble plus important.
Le comte de Savoie, à la fin du XIVe siècle ou au début du XVe siècle, fait les abbés de Tamié seigneurs temporel de Plancherine. Ils sont alors en possession de la maison forte et d'une chapelle. Aux XVIe et XVIIe siècles, elle est la résidence d'été des abbés, l'abbaye étant en commende, et ce jusqu'en 1677, date à laquelle l’abbé de Somont réforma la vie de l'abbaye. En 1509, Alain Lacerel, abbé de Tamié (1506-1527), y fait construire des borneaux afin d'amener l'eau de la fontaine de Duy situé sous Versonnaz jusqu'à la maison forte. Elle servit de résidence aux sept fils bâtards de Pierre de Beaufort, fait, en 1538, prieur général de Cîteaux en Savoie et en Dauphiné.
À la Révolution française, elle est vendue comme bien national et depuis plusieurs propriétaires se sont succédé.

## Description
Aujourd'hui c'est un haut logis quadrangulaire ; maison-tour, dérasé, qui a conservé trois niveaux, éclairée par plusieurs ouvertures trilobées, dont une baie géminée à arc trilobée sur colonnette du XIVe siècle située au second niveau.